# Charles Joubert de La Bastide
Joseph-Charles Joubert de La Bastide, chevalier puis marquis de Châteaumorand (ou Château-Morand), mort le 3 juin 1722 à Paris, est un officier de marine et administrateur colonial français des XVIIe et XVIIIe siècles. Il est gouverneur de Saint-Domingue du 28 janvier 1716 à juillet 1718, et lieutenant général des armées navales (1er novembre 1720). Il est chevalier de Saint-Louis, et chevalier de l'ordre royal de Notre-Dame du Mont-Carmel et de Saint-Lazare de Jérusalem.

## Biographie

### Origines et famille
Joseph-Charles descend de la maison de Joubert de La Bastide de Châteaumorand, originaire du Limousin, où son existence est constatée dès 1150. Cette famille a le titre de baron de Châteaumorand depuis le XVe siècle, et celui de marquis depuis le règne de Louis XIV. Cette maison compte parmi ses membres un grand maître de l'ordre de Saint-Jean de Jérusalem, Joubert de Syrie, mort en 1177 ou 1179.
Il est le fils d'Annet Joubert de La Bastide, comte de Châteaumorand († 1699) et de Françoise de Costentin de Tourville, sœur du maréchal de Tourville. Parmi ses frères, deux se distingueront au service des armées du roi de France :
- François-Annet Joubert de La Bastide, marquis de Châteaumorand, capitaine de vaisseau, chevalier de Saint-Louis, décédé en juillet 1699;
- Jean François Joubert de La Bastide, marquis de Châteaumorand, lieutenant-général des armées du roi, commandeur de Saint-Louis, mort en 1727.

François Alexis Jubert de La Bastide de Châteaumorand est abbé de Corneville en 1731.

### Carrière dans la Marine royale
Neveu de Tourville, il entre au service dans la marine sous les auspices de son oncle en 1672 et suit son oncle dans presque toutes ses campagnes. Il sert pendant la guerre de la Ligue d'Augsbourg et se distingue tout particulièrement lors de la bataille de la Hougue, le 29 mai 1692 au commandement du Glorieux, de 66 canons.
L'historien de la Marine Léon Guérin écrit, non sans lyrisme :

« Mais il ne faut point omettre ce vaisseau français dont les Anglais s'étaient montré longtemps les uns aux autres avec terreur la croix noire attachée au hunier d'avant : c'est le Glorieux, qui ne mesure ni le courage ni les hauts faits de son équipage au nombre de ses canons; il n'en compte que 66 au plus : mais ce qu'on ne peut compter, c'est le nombre des hommes qu'il a fauchés sur les ponts ennemis. Le capitaine du vaisseau à la croix noire, c'est le chevalier de Château-Morand qui se couvrit en cette bataille d'une gloire que nulle autre n'éclipsa; nulle, hormis celle de Tourville, qui fut, à la même heure, une gloire surhumaine. »

C'est à lui que l'amiral anglais Edward Russell, après la bataille de la Hougue, écrivit pour le complimenter sur ce qu'il « avait fait un fort beau feu sur lui et sur ses matelots ».
Il est fait chevalier de Saint-Louis par le roi, lors de la première promotion en 1693. L'année suivante, il « fait cinq prises considérables qu'il envoie à Toulon ». En 1699, à la suite de la mort de son frère aîné François Annet - en faveur de qui Louis XIV avait érigé la terre de Châteaumorand en marquisat -, il devient le deuxième marquis de Châteaumorand.

#### Missions en Amérique du Nord et fondation de la Louisiane
D'Iberville rentre en France en 1697, où il est choisi par le ministre de la Marine comme chef d’une expédition d’exploration afin de redécouvrir l'embouchure du fleuve Mississippi et de coloniser la Louisiane que les Britanniques convoitaient. Château-Morand est chargé de l'escorter.
La flotte française met les voiles de Brest le 24 octobre 1698. Après trois mois de navigation, elle arrive à l’île de Santa Rosa face à Pensacola, en Floride, le 25 janvier 1699, une ville espagnole. D’Iberville part pour la baie de Mobile, et commence à explorer l’île Massacre, appelée plus tard Dauphin Island. Il s’arrête entre Cat Island et Ship Island le 13 février 1699, puis continue ses explorations jusqu’au continent, à Biloxi, avec son frère Jean-Baptiste Le Moyne de Bienville. Le 20 avril, Château-Morand, qui n'était venu que pour escorter d'Iberville, reprend avec son vaisseau le chemin de l'Europe.

#### Guerre de Succession d'Espagne (1701-1714)
En 1699, sur l'Agréable et en compagnie d'un autre petit vaisseau, il part pendant deux ans dans l'océan Indien protéger les navires de la Compagnie des Indes, faire la chasse aux pirates et y convoyer des fonds. Lorsqu'il revient, la guerre a repris en Europe.
En 1702, il est fait capitaine de vaisseau avec 1 500 livres de solde. Au printemps 1704, il « fait une prise fort riche » à proximité du détroit de Gibraltar. Le 24 août de la même année, à la bataille navale de Vélez-Málaga, il commande Le Parfait, vaisseau de 74 canons, dans le corps de bataille, conduit par le comte de Toulouse, Amiral de France. Il est alors le matelot du chef d'escadre Jean-Bernard de Pointis.
En 1705, ses appointements sont portés à 2 400 livres par an. Il est promu au grade de chef d'escadre en 1712. Il succède à Charles de Courbon au poste de gouverneur de Saint-Domingue 28 janvier 1716 à juillet 1718, mais ses « fréquentes indispositions le rendant peu propre à demeurer dans le païs, il demanda son rappel à la Cour ». Il est remplacé le 1er septembre 1718 par M. de Sorel. Il est élevé au grade de lieutenant général des armées navales le 1er novembre 1720.
Il meurt à Paris, le 3 juin 1722.

### Sources et bibliographie

#### Ouvrages récents
- Michel Vergé-Franceschi (dir.), Dictionnaire d'Histoire maritime, Paris, éditions Robert Laffont, coll. « Bouquins », 2002, 1508 p. (ISBN 2-221-08751-8 et 2-221-09744-0)
- Jean Meyer et Martine Acerra, Histoire de la marine française : des origines à nos jours, Rennes, Ouest-France, 1994, 427 p. [détail de l’édition] (ISBN 2-7373-1129-2, BNF 35734655)
- Rémi Monaque, Une histoire de la marine de guerre française, Paris, éditions Perrin, 2016, 526 p. (ISBN 978-2-262-03715-4)
- Étienne Taillemite, Dictionnaire des marins français, Paris, Tallandier, coll. « Dictionnaires », octobre 2002, 537 p. [détail de l’édition] (ISBN 978-2847340082)
- Lucien Bély (dir.), Dictionnaire Louis XIV, Paris, éditions Robert Laffont, coll. « Bouquins », 2015, 1405 p. (ISBN 978-2-221-12482-6)
- Guy Le Moing, Les 600 plus grandes batailles navales de l'Histoire, Rennes, Marines Éditions, 2011, 619 p. (ISBN 978-2-35743-077-8)

#### Ouvrages anciens
- Louis-Gabriel Michaud, Biographie universelle, ancienne et moderne sur Google Livres, vol. 57, p.275
- Ludovic de Magny, Le nobiliaire universel, vol. 3, Institut Héraldique, 1836 (lire en ligne)
- Léon Guérin, Histoire maritime de France, vol. 2, 1846 (lire en ligne)
- Théophraste Renaudot, Gazette de France, vol. 1, 1766 (lire en ligne)
- M. d'Aspect, Histoire de l'Ordre royal et militaire de Saint-Louis, vol. 3, Paris, chez la veuve Duchesne, 1780 (lire en ligne), p. 216
- Onésime Troude, Batailles navales de la France, t. 1, Paris, Challamel aîné, 1867-1868, 453 p. (lire en ligne)
- Charles La Roncière, Histoire de la Marine française : La Guerre de Trente Ans, Colbert, t. 5, Paris, Plon, 1920, 822 p. (lire en ligne)
- Charles La Roncière, Histoire de la Marine française : La crépuscule du Grand règne, l’apogée de la Guerre de Course, t. 6, Paris, Plon, 1932, 674 p. (lire en ligne)